# ماتيلدا من بولوني
ماتيلدا الأولى أو مود (ربما 1105 - 3 مايو 1152) هي بحكم القانون كونتيسة بولوني، وفضلا عن ذلك هي ملكة إنجلترا القرينة بزواجها من ستيفن، هي ابنة يوستاس الثالث، كونت بولوني وماري ابنة مالكوم الثالث ملك اسكتلندا والقديسة مارغريت.